# Fitacola
Fitacola est un groupe de rock portugais, originaire de Coimbra.

## Biographie
Le groupe est formé en 2003 à l'université de Coimbra. En 2005, sort leur premier EP, Rebobina e pensa!, composé de paroles en portugais, avec des thèmes liés aux non-conformités. En 2008, le groupe sort son premier album studio, Mundo ideal, qui comprend des messages à l'énergie positive pour les situations qui se présentent dans la vie, pour les jeunes qui peuvent faire la différence.
Au début de 2010, ils sortent un nouvel EP, Outros dias, à travers Optimus Discos, il est produit et enregistré au Generator Studio par Miguel Marques, et masterisé aux West West Side Studios à New York par Alan Douches. Il comprend une reprise de la chanson Cai Neve em Nova York, à l'origine de José Cid, à laquelle Fitacola fait participer Kalú, des Xutos e Pontapés.
Le morceau Outros dias fait participer Badauí, chanteur de CPM 22. Toujours en 2010, le clip vidéo du morceau est publié et fait aussi participer physiquement Badauí. En juillet 2010, ils ouvrent au Coliseu dos Recreios pour Rise Against, ayant été choisis par Tim McIlrath. Le groupe joue aussi avec Sum 41 en 2011, et en 2012 avec Anti-Flag  au TMN ao Vivo (Cais do Sodré).
À la fin de 2010, ils sortent l'album Caminhos secretos, et commencent à jouer en son soutien à travers le pays, en commençant par Porto, puis Lisbonne et Coimbra. En 2017 sort leur nouvel album, Vontades escolhas e Razões.

## Style musical
Le groupe joue du punk rock et du rock, s'inspirent de groupes variés comme Censurados, CPM 22, Rise Against, Dead Fish, No Use for a Name, Millencolin et NOFX.

## Membres

### Membres actuels
- Diogo – chant, basse (depuis 2003)
- Nuno Almeida - guitare (depuis 2011)
- Xico - batterie (depuis 2003)
- Hugo Gamboias - guitare (depuis 2013)

### Anciens membres
- Pinho - basse (2008-2013)
- Libelinha - basse (2004-2008)
- Rodrigo - basse (2004)
- Besugo - guitare (2003-2011)

## Discographie

### Albums studio
- 2008 : Mundo ideal[1]
- 2010 : Caminhos secretos
- 2017 : Vontades escolhas e razões

### Démo
- 2005 : Fitacola

### EP
- 2006 : Rebobina e pensa
- 2009 : Outros dias
- 2013 : Vontades
- 2014 : Escolhas
- 2017 : Razões